# Leonnatos
Leonnatos z Pelli (IV wiek p.n.e.) – Macedończyk, członek straży przybocznej Filipa II Macedońskiego. Brał udział w wyprawie Aleksandra Wielkiego. Po śmierci Aleksandra otrzymał Frygię nad Hellespontem. W czasie wojny lamijskiej walczył po stronie Antypatra, władcy Macedonii. Zginął w bitwie w 322 roku p.n.e. w okolicach Lamii.